# Schleitheim
Schleitheim – miejscowość i gmina w północnej Szwajcarii, w kantonie Szafuza.  

## Demografia
W Schleitheimie mieszka 1 714 osób. W 2021 roku 17,2% populacji gminy stanowiły osoby urodzone poza Szwajcarią. 

## Transport
Przez teren gminy przebiega droga główna nr 14.